# Hafni
L'hafni és l'element químic de símbol Hf i nombre atòmic 72. Es troba en el grup 4 de la taula periòdica dels elements i al 6 període. El seu símbol és Hf. Fou descobert el 1923 per Georges de Hevesy i Dirk Coster, essent el penúltim element no radioactiu en descobrir-se.
És un metall de transició, brillant, gris-platejat, químicament molt semblant al zirconi, trobant-se en els mateixos minerals i compostos, i sent difícil separar-los. S'usa en aliatges amb wolframi en filaments i en elèctrodes. També s'utilitza com a material de barres de control de reactors nuclears a causa de la seva capacitat d'absorció de neutrons.
El carbur d'hafni {\displaystyle {\ce {HfC}}} és el compost binari més refractari conegut i el nitrur d'hafni {\displaystyle {\ce {HfN}}} és el més refractari de tots els nitrurs metàl·lics coneguts, amb un punt de fusió de 3.310 °C. Aquest metall és resistent a les bases concentrades, però els halògens poden reaccionar amb ell per a formar halurs d'hafni(IV) {\displaystyle {\ce {HfX4}}}. A temperatures altes pot reaccionar amb oxigen, nitrogen, carboni, bor, sofre i silici.

## Història

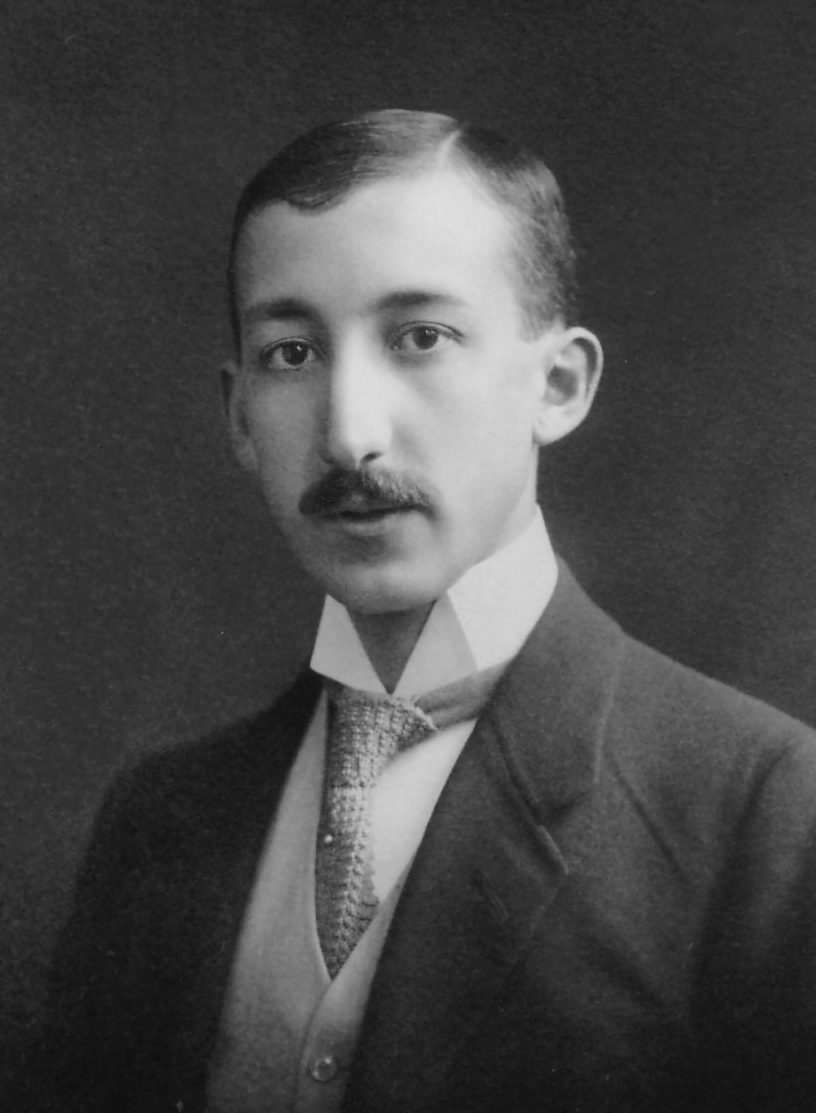
George Charles de Hevesy cap al 1913

En el seu informe sobre La llei periòdica dels elements químics, el 1869, Dmitri Mendeleev havia predit implícitament l'existència d’un anàleg més pesat de titani i zirconi. En el moment de la seva formulació el 1871, Mendeleev creia que els elements estaven ordenats per les seves masses atòmiques i va col·locar el lantà (element 57) en el lloc situat sota el zirconi. La col·locació exacta dels elements i la ubicació dels elements que falten es va fer determinant el pes específic dels elements i comparant les propietats químiques i físiques.
El 1911, el químic francès Georges Urbain (1872-1938) anuncià el descobriment d'un element químic nou que anomenà celti. Tanmateix altres investigadors no el detectaren i s'arribà a la conclusió que havia estat un anunci erroni.
A principis de 1923, diversos físics i químics com Niels Bohr (1885-1962) i Charles R. Bury (1890-1968) suggeriren que l'element 72, que faltava a la taula periòdica de Mendeléiev, havia de semblar-se al zirconi i, per tant, no formava part de la sèrie dels lantanoides, entre els que l'havien classificat altres científics. Aquests suggeriments es basaven en les teories de Bohr sobre l'àtom, l'espectroscòpia de raigs X d'Henry Moseley (1887-1915) i els arguments químics de Friedrich Paneth (1885-1958).
El 1923 el químic hongarès Georges Charles de Hevesy (1899-1966) i el físic holandès Dirk Coster (1889-1950), a la Universitat de Copenhaguen, estudiaren minerals de zirconi mitjançant raigs X i observaren senyals de l'existència d'un element químic diferent del zirconi que no estava descrit. Aconseguiren separar-ne una sal mitjançant recristal·litzacions successives. L'anomenaren hafni pel nom de la ciutat de Copenhaguen en llatí, Hafnia. Fou el segon dels darrers elements descoberts no radioactius, el darrer fou el reni.
L'hafni metàl·lic fou preparat per primera vegada pels químics holandesos Anton Eduard van Arkel (1893-1976) i Jan Hendrik de Boer (1899-1971) passant iodur d'hafni(IV) {\displaystyle {\ce {HfI4}}} per un filament calent de tungstè el 1925.

## Obtenció

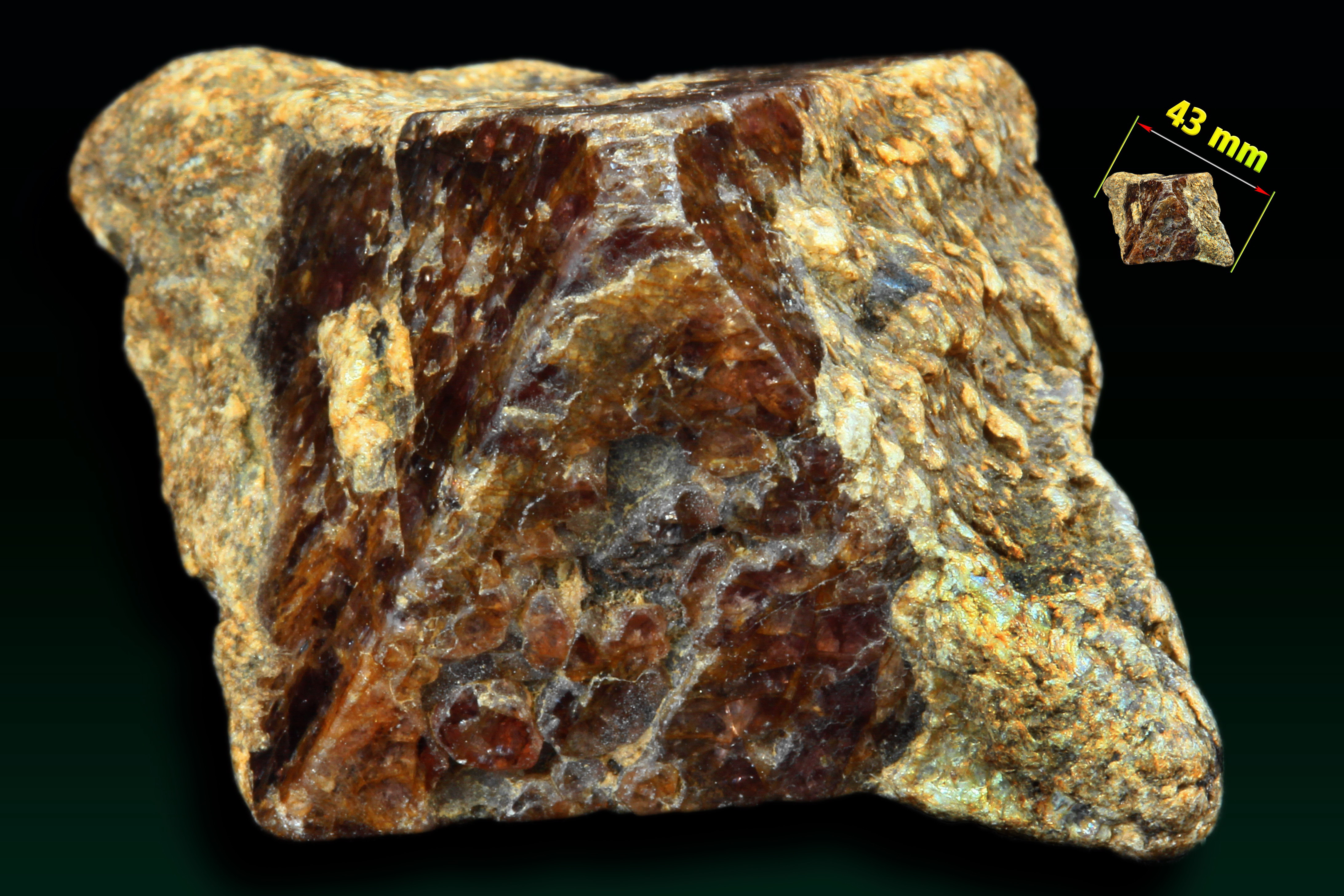
Zircó ZrSiO4

L'hafni és poc abundant a la Terra i entre els elements ocupa la posició 45a en quan a abundància. La concentració mitjana a l'escorça terrestre és de 5,3 ppm. Hom el troba als minerals conjuntament amb el zirconi en els seus mateixos compostos, i mai se'l troba com a element lliure en la naturalesa. L'únic mineral que en conté un percentatge elevat és el hafnó, el silicat d'hafni(IV) {\displaystyle {\ce {HfSiO4}}}, amb 58,45 % d'hafni. El segon mineral amb més alta proporció d'hafni és el zircó, el silicat de zirconi(IV) {\displaystyle {\ce {ZrSiO4}}}, que en conté un 4,69 %. Altres minerals en tenen proporcions molt baixes: allendeïta 1,10 %, lakargiïta 0,80 %, feklichevita 0,53 % i una desena més en proporcions inferiors.
A causa de la química quasi idèntica que presenten el zirconi i l'hafni, és molt difícil separar-los. Aproximadament la meitat de tot l'hafni metàl·lic produït s'obté com a subproducte de la purificació del zirconi. Les tècniques d'bescanvi iònic i d'extracció amb dissolvents han substituït la cristal·lització fraccionada i la destil·lació com a mètodes preferits per separar l'hafni del zirconi. En el procediment habitual, el clorur de zirconi(IV) impur es dissol en una dissolució aquosa de tiocianat d'amoni i fa passar contracorrent per una mescla aquosa de 4-metilpentan-2-ona, amb el resultat que el clorur d'hafni(IV) s'extreu preferentment. El metall en si es prepara mitjançant la reducció de magnesi del clorur d'hafni(IV) segons el procés de Kroll, que també s'utilitza per al titani, i per la descomposició tèrmica del iodur d'hafni(IV) (procés de Boer – van Arkel).
Anualment se'n produeixen al voltant de 50 tones a tot el món. Els jaciments comercials de minerals de zirconi que porten hafni es troben a les sorres de platja i grava de riu als Estats Units (principalment Florida), Austràlia, Brasil, Àfrica occidental i Índia.

## Propietats

### Propietats físiques
L'hafni és un metall dúctil i lluïssor platejada de densitat elevada, 13,31 g/cm³, punt de fusió 2233 °C i punt d'ebullició 4603 °C. Cristal·litza en empaquetament hexagonal. Destaca la seva secció transversal d'aborció de neutrons tèrmics, 600 vegades superior a la del zirconi.

### Propietats químiques
L'hafni és similar químicament al zirconi. Els dos metalls de transició tenen configuracions electròniques similars, i els seus radis iònics ({\displaystyle {\ce {Zr^4+}}}, 0,74 Å, i {\displaystyle {\ce {Hf^4+}}}, 0,75 Å) i els radis atòmics (zirconi, 1,45 Å i hafni, 1,44 Å) són gairebé idèntics per la influència de la contracció dels lantanoides. De fet, el comportament químic d'aquests dos elements és més similar que per a qualsevol altre parell d'elements coneguts. Tot i que la química de l'hafni s'ha estudiat menys que la del zirconi, les dues són tan similars que només s'esperaria diferències quantitatives molt petites (per exemple, en solubilitats i volatilitats dels compostos) en casos que no s'hagin investigat realment.

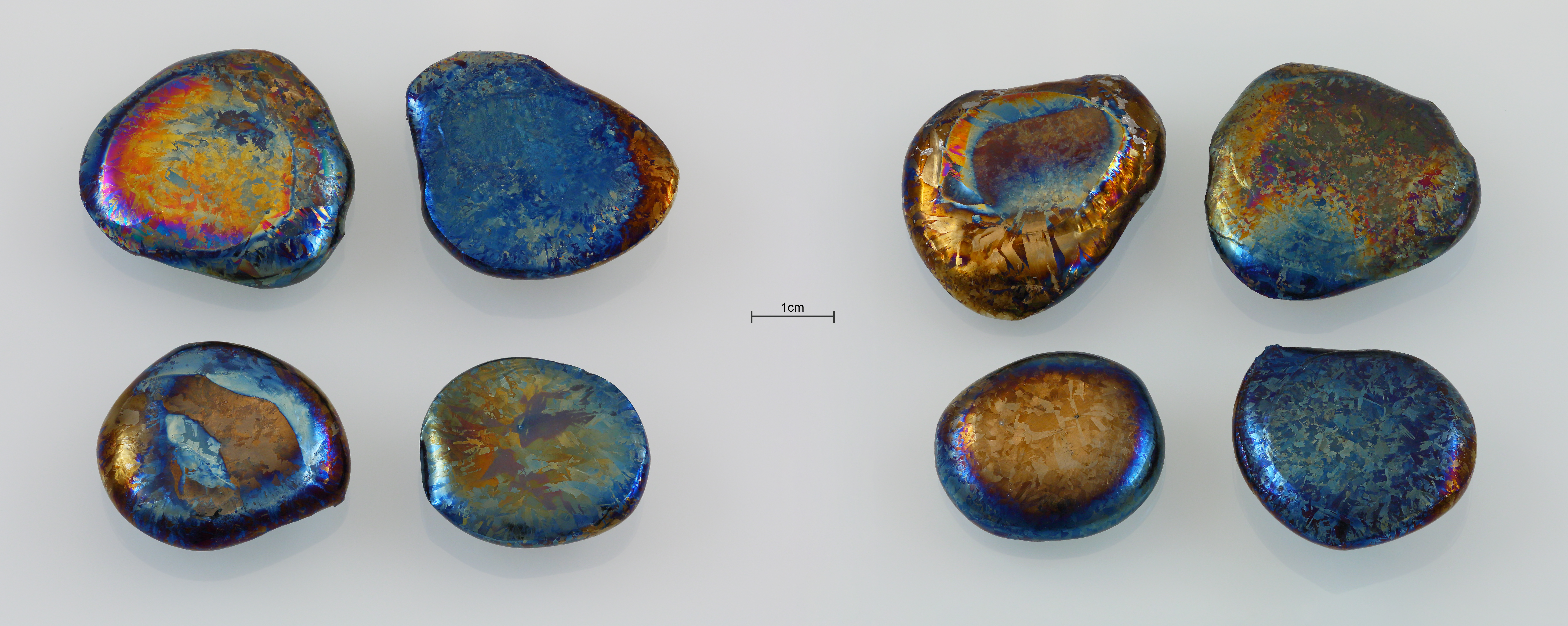
Trossos d'hafni recoberts d'una fina capa d'òxid d'hafni(IV) HfO2

L'hafni habitualment està recobert d'una capa d'òxid que normalment el fa inactiu. No obstant això, l'hafni cremarà en contacte amb l'aire si es provoca, formant òxid d'hafni(IV).{\displaystyle {\ce {Hf + O2 -> HfO2}}}
L'hafni finament dividit és pirofòric, la qual cosa el converteix en un perill d'incendi. No reacciona amb aigua en condicions normals.

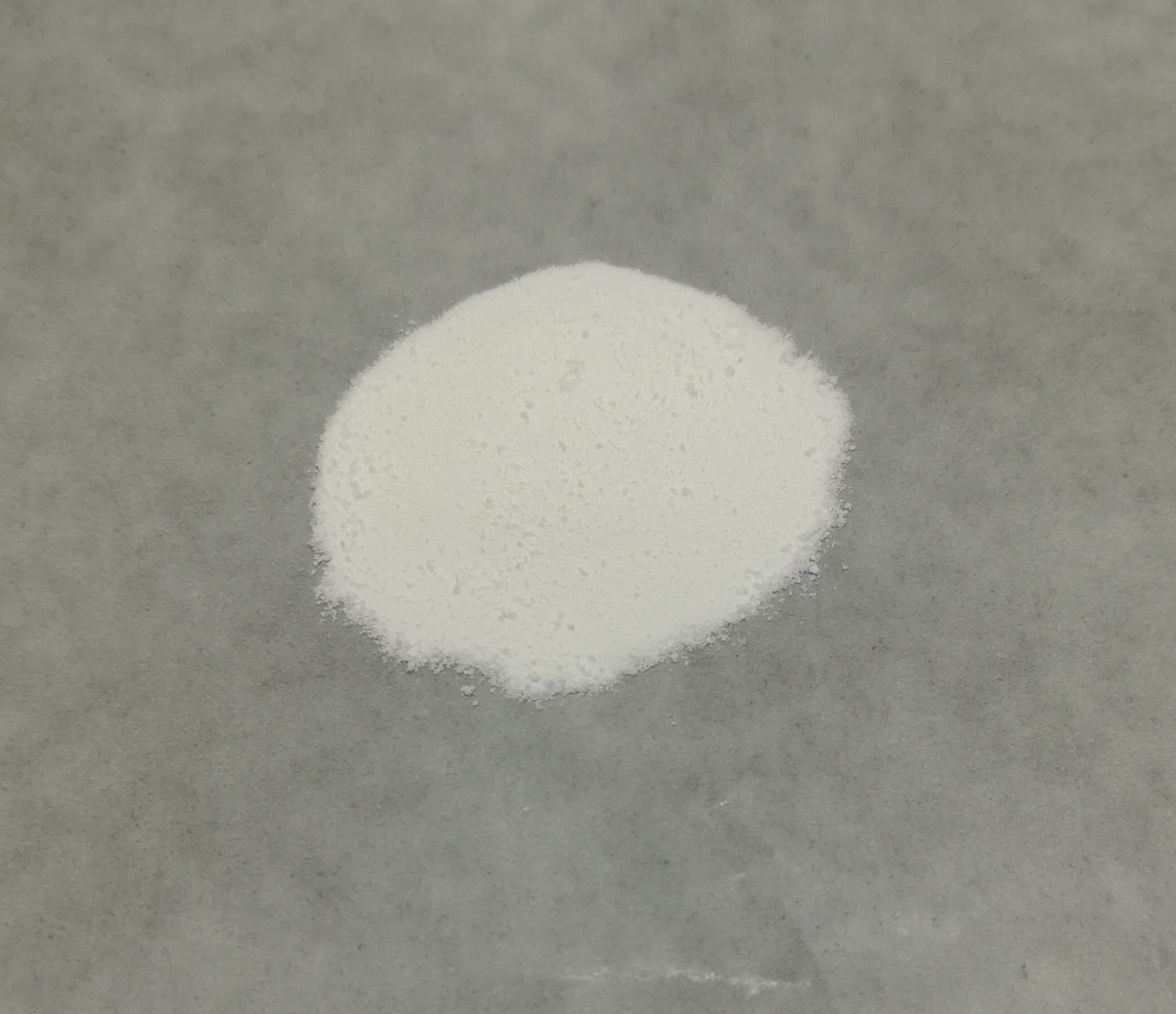
Clorur d'hafni(IV) HfCl4

Reacciona amb tots els halògens donant els corresponents halogenurs d'hafni(4+):
{\displaystyle {\ce {Hf (s) + 2 F2 (g) -> HfF4 (s) [blanc]}}}{\displaystyle {\ce {Hf (s) + 2 Cl2 (g) -> HfCl4 (l) [blanc]}}}{\displaystyle {\ce {Hf (s) + 2 Br2 (g) -> HfBr4 (s) [blanc]}}}{\displaystyle {\ce {Hf (s) + 2 I2 (g) -> HfI4 (s) [blanc]}}}
La capa d'òxid que normalment recobreix l'hafni fa que sigui poc actiu. La majoria d'àcids minerals freds tenen poc efecte. L'hafni es dissol en àcid fluorhídric, {\displaystyle {\ce {HF (aq)}}}, presumiblement per formar complexos fluorats. Per altra banda l'hafni no sembla reaccionar amb els àlcalis en condicions normals, fins i tot quan s'incrementa la temperatura. Altres composts d'hafni(4+) són: selenur d'hafni(IV) {\displaystyle {\ce {HfSe2}}}, silicat d'hafni(IV) {\displaystyle {\ce {HfSiO4}}}, silicur d'hafni {\displaystyle {\ce {HfSi2}}}, sulfat d'hafni(IV) {\displaystyle {\ce {Hf(SO4)2}}}, sulfur d'hafni(IV) {\displaystyle {\ce {HfS2}}}, titanat d'hafni(IV) {\displaystyle {\ce {HfTiO4}}}.
L'aspecte més important en què l'hafni es diferencia del zirconi és que els estats d'oxidació inferiors tenen una importància menor. Hi ha relativament pocs compostos d'hafni que tenguin nombre d'oxidació diferent de 4: bromur d'hafni(II) {\displaystyle {\ce {HfBr2}}}, bromur d'hafni(III) {\displaystyle {\ce {HfBr3}}}, clorur d'hafni(II) {\displaystyle {\ce {HfCl2}}}, clorur d'hafni(III) {\displaystyle {\ce {HfCl3}}}, hidrur d'hafni(II) {\displaystyle {\ce {HfH2}}}, iodur d'hafni(III) {\displaystyle {\ce {HfI3}}}, nitrur d'hafni {\displaystyle {\ce {HfN}}}, fosfur d'hafni {\displaystyle {\ce {HfP}}}. L'augment de la mida dels àtoms fa que els òxids siguin més bàsics i la química aquosa una mica més extensa i permeti l'obtenció de números de coordinació 7 i, amb molta freqüència 8, en diversos compostos d'hafni.

## Isòtops
L'hafni natural és una barreja de sis isòtops: hafni 174 (0,2 %), hafni 176 (5,2 %), hafni 177 (18,6 %), hafni 178 (27,1 %), hafni 179 (13,7 %), i hafni 180 (35,2 %). Tots ells són estables excepte el primer, el hafni 174 que és lleugerament radioactiu, amb un període de semidesintegració molt elevat (2,0×1015 anys). Comptant els radioisòtops obtinguts artificialment i els isòmers, el total d'isòtops de l'hafni sumen 41.

## Aplicacions

### Generació d'energia

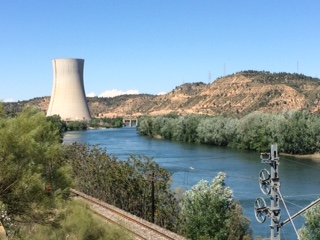
Central nuclear d'Ascó

L'hafni s'utilitza en la producció de barres de control de les centrals nuclears per la seva alta capacitat d'absorbir neutrons. Per les seves propietats mecàniques i la seva resistència a la corrosió, s'usa en els reactors d'aigua pressuritzada (PWR), sistema utilitzat en un dels reactors de la central nuclear d'Ascó, on es fa servir l'aigua com a refrigerant.

### Indústria metal·lúrgica
L'hafni s'afegeix a aliatges de ferro, titani, niobi i tàntal perquè en millora les propietats mecàniques i la resistència a la corrosió. Aquests aliatges s'utilitzen en la indústria espacial per a la fabricació de coets i satèl·lits. Alguns d'aquests material presenten punts de fusió molt alts, com ara {\displaystyle {\ce {HfC}}}, 3890 °C; {\displaystyle {\ce {HfN}}}, 3310 °C; {\displaystyle {\ce {Ta4HfC5}}}, 4215 °C).
L'hafni també es fa servir en els elèctrodes de tall per plasma d'alta potència, als quals aporta una alta velocitat de tall dels acers, gran precisió i millor acabat que el dels elèctrodes de tall amb oxigen (oxitall).

### Datació planetària
S'ha utilitzat la desintegració del radioisòtop {\displaystyle {\ce {^182Hf}}} a {\displaystyle {\ce {^182W}}} (t1/2 = 8,9×10⁶ a) per estudiar la formació del nuclis dels planetes i també s'ha aplicat a meteorits individuals.

### Altres camps
S'usa en la fabricació de bombetes d'incandescència de projecció com a absorbent de gasos, com l'hidrogen i el nitrogen, a causa de la seva afinitat per aquests gasos.

## Precaucions
És necessari tenir cura al treballar l'hafni perquè quan es divideix en petites partícules és pirofòric i pot cremar espontàniament en contacte amb l'aire. Els compostos que contenen aquest metall rarament estan en contacte amb la major part de les persones i el metall pur no és especialment tòxic, però tots els seus compostos haurien de manejar-se com si fossin tòxics (encara que les primeres evidències no semblen indicar un risc molt alt).